# Victoria Abelmann-Brockmann
Victoria Abelmann-Brockmann (* 1993 in Würzburg) ist eine deutsche Schauspielerin.

## Leben
Abelmann-Brockmann studierte zuerst Rechtswissenschaften in Würzburg. Zwischen September 2015 und Juli 2018 besuchte sie die Schauspielschule Zerboni und legte in Wien die Bühnenreifeprüfung ab.

## Filmographie (Auswahl)
- 2020: Die Chefin (Fernsehserie, 1 Folge)
- seit 2020: Hubert ohne Staller (Fernsehserie)
- 2021: Aktenzeichen XY … ungelöst
- 2023: Hubert ohne Staller – Dem Himmel ganz nah (Fernsehfilm)